# Монтекрето
Монтекрето (итал. Montecreto) је насеље у Италији у округу Модена, региону Емилија-Ромања.
Према процени из 2011. у насељу је живело 339 становника. Насеље се налази на надморској висини од 894 м.

## Становништво
Према резултатима пописа становништва 2011. у општини је живело 1.000 становника.
| 1931. | 1936. | 1951. | 1961. | 1971. | 1981. | 1991. | 2001. | 2011. |
| ----- | ----- | ----- | ----- | ----- | ----- | ----- | ----- | ----- |
| 2.132 | 2.068 | 1.825 | 1.641 | 1.273 | 1.126 | 1.042 | 929   | 1.000 |